# Allenamento di strada

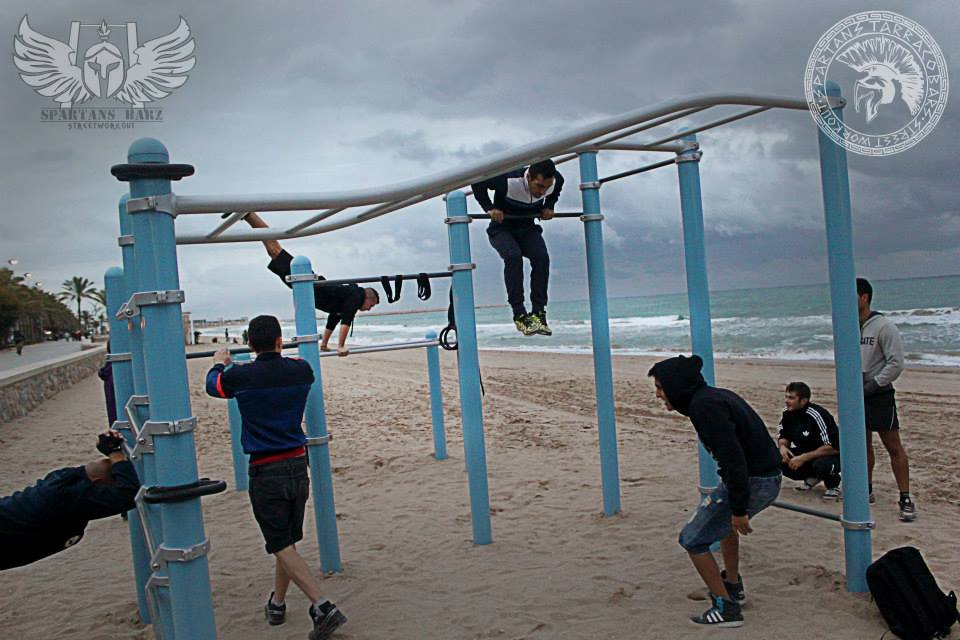
Alcuni ragazzi che si allenano in una spiaggia attrezzata

Con allenamento di strada si indica l'allenamento eseguito nelle spiagge o parchi attrezzati di parallele, spalliere e di sbarra per trazioni. Esso fa parte del mondo della callistenia dato che la sua esecuzione è totalmente a corpo libero.

## Panoramica
Un tipico allenamento di strada spesso consiste in esercizi fisici o isometrie basati sulla sbarra.
L'allenamento di strada può essere diviso in due rami proprio come nella callistenia:
- Potenziamento della forza: esercizi basati sul potenziamento della forza e sul miglioramento del fisico. Esempi sono i piegamenti, le trazioni alla sbarra, i muscle-up.o lo streetlifting
- Allenamento dinamico: esercizi spesso basati su movimenti molto veloci, come i 360, ricavati maggiormente dal primo ramo.